# Herbert Löllgen

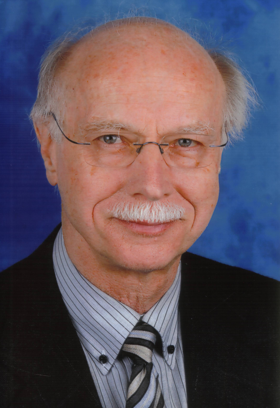
Herbert Löllgen 2010

Herbert Löllgen (* 5. Januar 1943 in Bonn) ist ein deutscher Arzt, Internist, international anerkannter Kardiologe und Sportmediziner.

## Ausbildung und Laufbahn
Mit dem Studium der Medizin in Bonn, Innsbruck, Berlin und Düsseldorf belegte Löllgen ein zusätzliches Sportstudium an der Deutschen Sporthochschule Köln. Nach Approbation 1967 und Promotion zum Dr. med. 1968 absolvierte er einen Studienaufenthalt am Institut für Muskelphysiologie bei Bengt Saltin in Kopenhagen. Es folgten die Facharztausbildung Innere Medizin 1975, die Habilitation und die Professur 1979.
Von 1978 bis 1982 fungierte er als Leitender Oberarzt an der Medizinischen Universitätsklinik Freiburg, danach als Chefarzt am St. Vincenz-Krankenhaus Limburg (1983–1985). Mit den Schwerpunkten Kardiologie, Pneumologie, konservative Intensivtherapie, Schlafmedizin und Sportmedizin war er von 1986 bis 2008 Chefarzt am Klinikum Remscheid (Akademisches Lehrkrankenhaus der Universitäten Bochum und Bonn). Seit 2008 ist er als niedergelassener Kardiologe in Remscheid tätig.

## Wissenschaftliche, Lehr- und Publikationstätigkeit
Schwerpunkte seiner Tätigkeit waren Projekte der Kardiologie in der Luft- und Raumfahrtmedizin, Entwicklung der Ergometrie und kardiologischen Funktionsdiagnostik sowie Untersuchungen zur Höhen- und Tauchphysiologie. Insgesamt führte er 26 Doktoranden zur Promotion.
Löllgen hielt weltweit über 600 Vorträge auf wissenschaftlichen Fachkongressen und publizierte rund 500 Beiträge in zahlreichen Fachzeitschriften. Dazu kommen elf Bücher und Monografien. Seit 1976 ist er Gutachter und kardiologischer Berater für die DLR (Auswahl und Betreuung der deutschen Astronauten), seit 1998 Cardiology Consultant für die ESA.

## Leistungen in der Sportmedizin
Seine sportmedizinischen Aktivitäten begannen bereits 1967, gefolgt vom Erwerb der „Zusatzbezeichnung Sportmedizin“ 1971. Für die Olympischen Spiele 1972 betreute er die Ruderer, danach vier Jahre lang die Sportler des Modernen Fünfkampfs.
Von 1986 bis 2006 war er Vorsitzender des Sportärztebundes Nordrhein, größter Landesverband im Deutschen Sportärztebund. Nach achtjähriger Tätigkeit im Dachverband als Vizepräsident und kooptiertes Mitglied im Weltverband für Sportmedizin (FIMS) erfolgten 2006 die Wahl zum Präsidenten der Deutschen Gesellschaft für Sportmedizin (Deutscher Sportärztebund) und 2009 die Wiederwahl.

## Funktionen, Mitgliedschaften, Ehrungen (Auswahl)
- Fachredakteur im Deutschen Ärzteblatt (1995–2008)
- (Gründungs-)Mitglied im Beirat für Erste Hilfe und Wiederbelebung der Bundesärztekammer (1992–2008)
- Mitglied im Wehrmedizinischen Beirat der Deutschen Bundeswehr
- Mitglied der Arzneimittelkommission der deutschen Ärzteschaft
- Vorsitzender der Landesarbeitsgemeinschaft für Rehabilitation des Landessportbundes Nordrhein-Westfalen
- Prüfer der Landesärztekammer Nordrhein (Innere Medizin, Kardiologie, Sportmedizin)
- Korrespondierendes Mitglied und Fellow des Weltverbandes für Sportmedizin (FIMS)
- Elective Member in der American Society for Air- and Space Medicine Board of Space Medicine (1990–2007)
- Fellow des American College of Cardiology (FACC)
- Fellow der American Heart Association (FAHA)
- Fellow der FIMS (Weltsportärztebund)
- European Cardiologist
- Mitglied der katholischen Studentenverbindung K.St.V. Arminia Bonn im KV

## Publikationen (Auswahl)
- H. Löllgen, H. V. Ulmer, P. Crean: Recommendations and standard guidelines for ergometry. In: Europ Heart J Suppl K. (1988) 9, S. 1–37.
- H. Löllgen: Kardiopulmonale Funktionsdiagnostik. 4. Auflage, Novartis, Nürnberg 2005, ISBN 3-933185-67-X.
- H. Löllgen (Hrsg.): Ergometrie. 3. Auflage, Springer, Heidelberg 2010, ISBN 978-3-540-92729-7.
- H. Löllgen: Praxis der EKG-Beurteilung. 3. Aufl. Ingelheim 2001
- H. Löllgen, A. Böckenhoff, G. Knapp: Physical activity and all-cause mortality: An updated meta-analysis with different intensity categories. In: Int J Sports Med. 30, S. 1–12.
- H. Löllgen, D. Leyk, J. Hansel: The pre-participation examination for leisure time physical activity: General and cardiological issues. In: Dtsch. Ärztebl. Int. 107 (2010), S. 742–749.
- G. Meuret, H. Löllgen: Reanimationsfibel. 2. Aufl. Springer, Heidelberg, 1994 (Übersetzungen in verschiedene Sprachen)